# Медаль «За гражданские заслуги» (Италия)
Медаль «За гражданские заслуги» (итал. Onorificenze al Merito civile) — награда, Итальянской республики, присуждаемая людям и организациям за различные гражданские заслуги.

## Статут
Медаль была учреждена законом № 658 от 20 июня 1956 года, а условия награждения были определены законом от 2 января № 13 от 1958 года.
Степени награды следующие:

Золотая медаль «За гражданские заслуги»
Серебряная медаль «За гражданские заслуги»
Бронзовая медаль «За гражданские заслуги»
Почётная грамота «За гражданские заслуги»

Последняя присуждается министром внутренних дел, а медаль — президентом республики по предложению министра.

## Награждение населённых пунктов
Особое статус имеет награда, присуждённая регионам (всего 4), провинциям (9) и городам и муниципалитетам (более 500) за акты самоотверженности со стороны их жителей во время чрезвычайных событий, будь то войны или стихийные бедствия.